# Systermärke
Systermärke kallas ibland två olika märken av samma produkt som tillverkas av samma företag eller företagskoncern; jfr moderbolag och dotterbolag. Som exempel kan nämnas bilmärkena Volkswagen och Audi, som båda tillverkas av företag i Volkswagenkoncernen.